# Roquefort-les-Pins
Roquefort-les-Pins település Franciaországban, Alpes-Maritimes megyében. Lakosainak száma 7284 fő (2022. január 1.). Roquefort-les-Pins Le Bar-sur-Loup, La Colle-sur-Loup, Opio, Le Rouret, Tourrettes-sur-Loup, Valbonne és Villeneuve-Loubet községekkel határos.

## Népesség
A település népessége az elmúlt években az alábbi módon változott:
| Lakosok száma | 1575 | 3432 | 4714 | 6058 | 6404 | 6628 | 6762 | 7183 | 7277 | 7284 |
|               | 1968 | 1982 | 1990 | 2006 | 2013 | 2015 | 2017 | 2019 | 2020 | 2022 |